# Tom Derrick
Tom Currie "Diver" Derrick, né le 20 mars 1914 et mort le 24 mai 1945, est un militaire australien ayant reçu la plus haute distinction du Commonwealth, la Croix de Victoria.

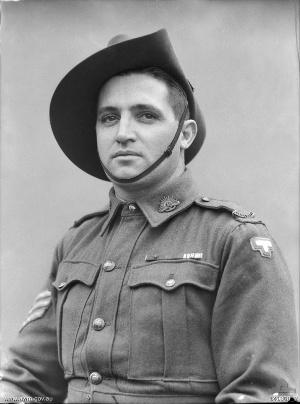
Tom Derrick en juin 1944.